# Oznaczenia operacyjne samochodów Państwowej Straży Pożarnej

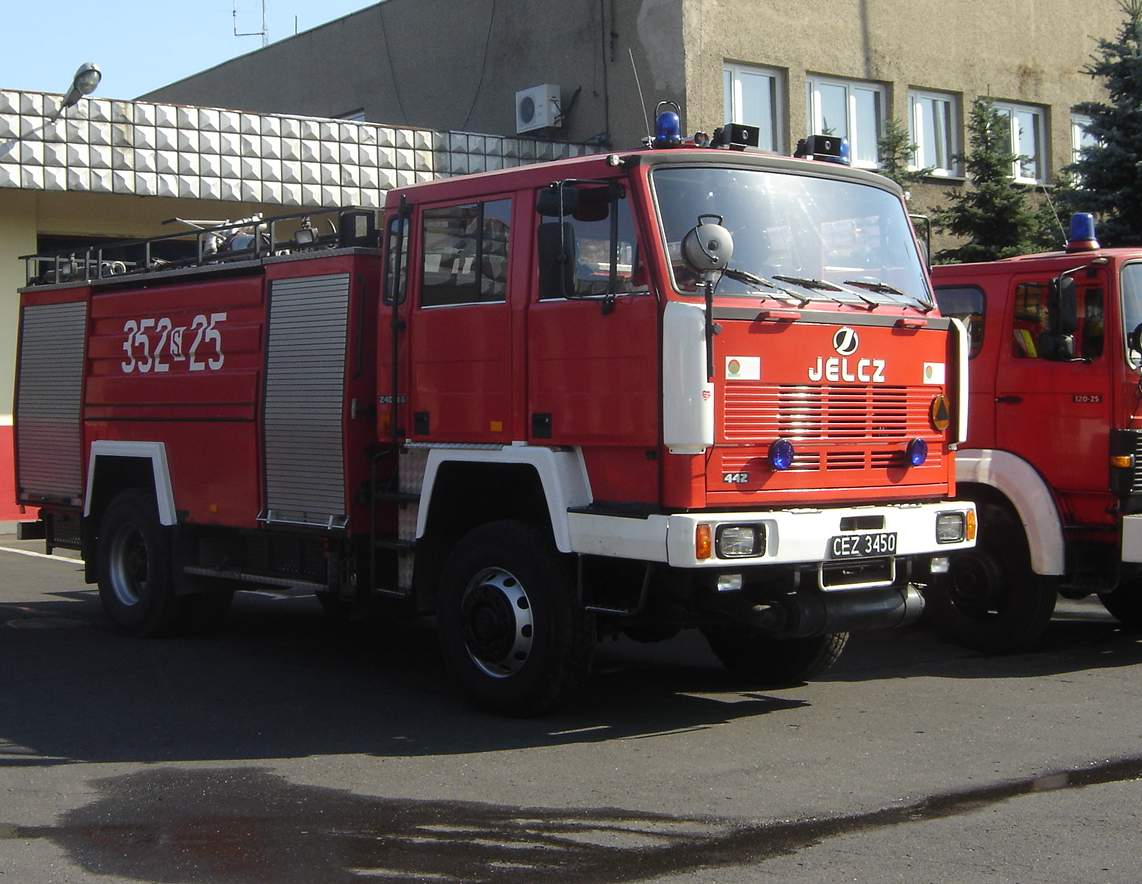
Pierwszy ciężki samochód gaśniczy z JRG 2 podległej Komendzie Miejskiej PSP w Częstochowie

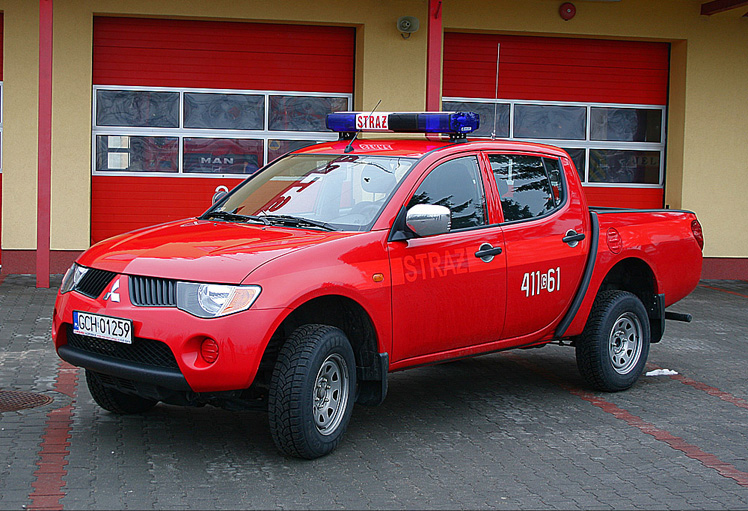
Samochód ratownictwa chem.-ekol. z JRG 1 podlegającej Komendzie Powiatowej PSP w Chojnicach

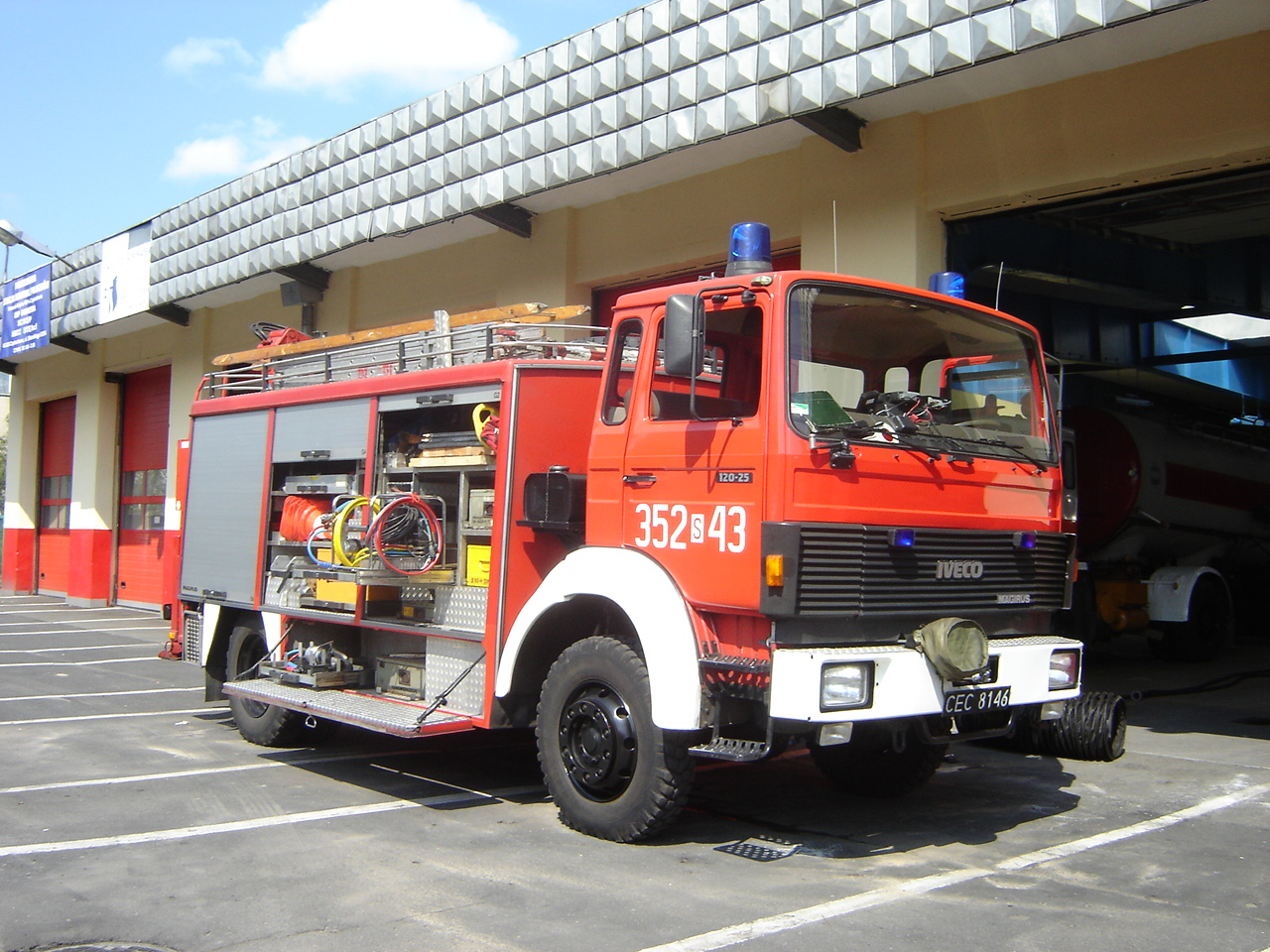
Samochód ratownictwa technicznego z JRG 2 podlegającej Komendzie Miejskiej PSP w Częstochowie

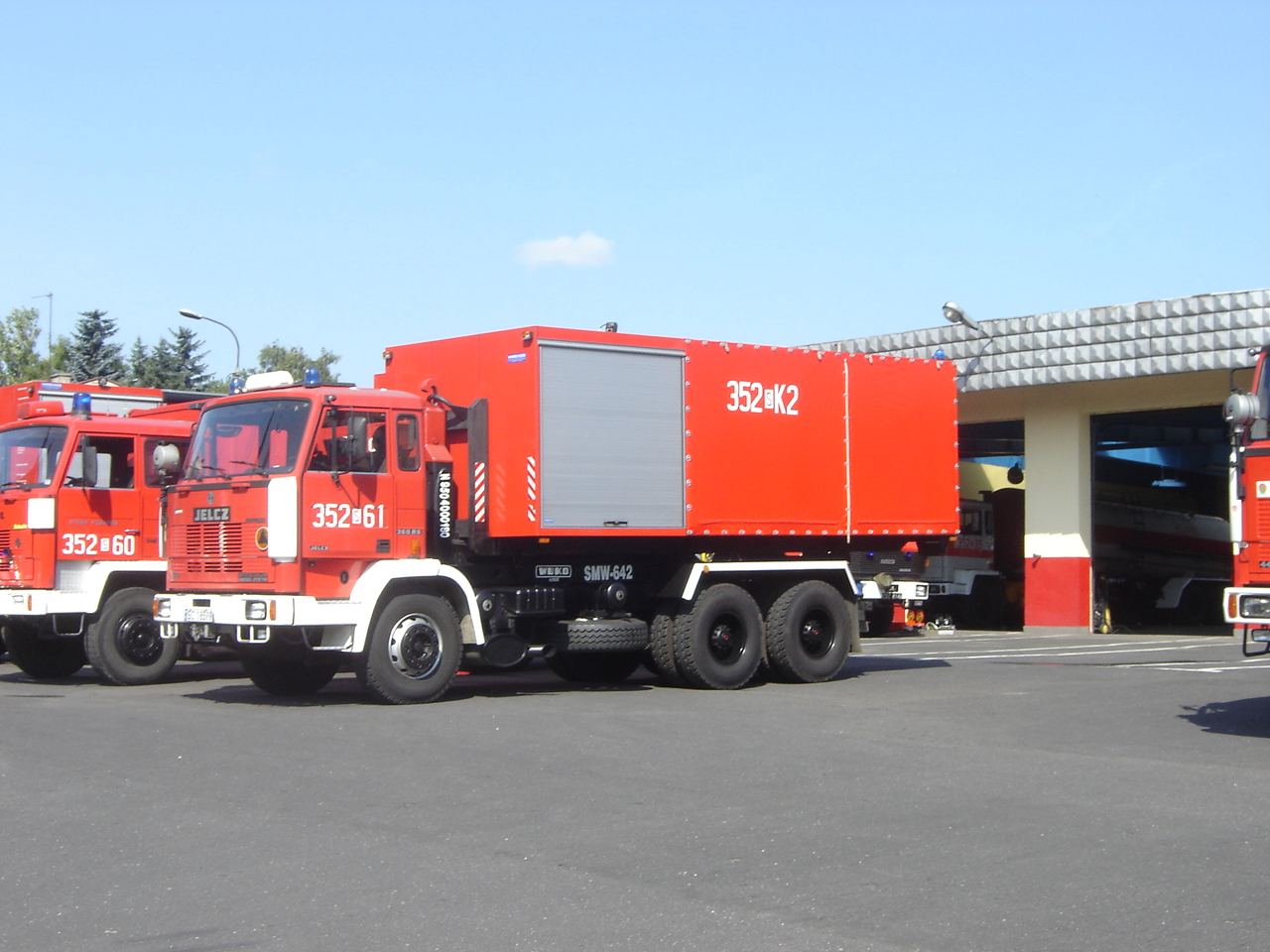
Samochód ratownictwa chem.-ekol. z kontenerem (drugim w jednostce) z JRG 2 podlegającej Komendzie Miejskiej PSP w Częstochowie

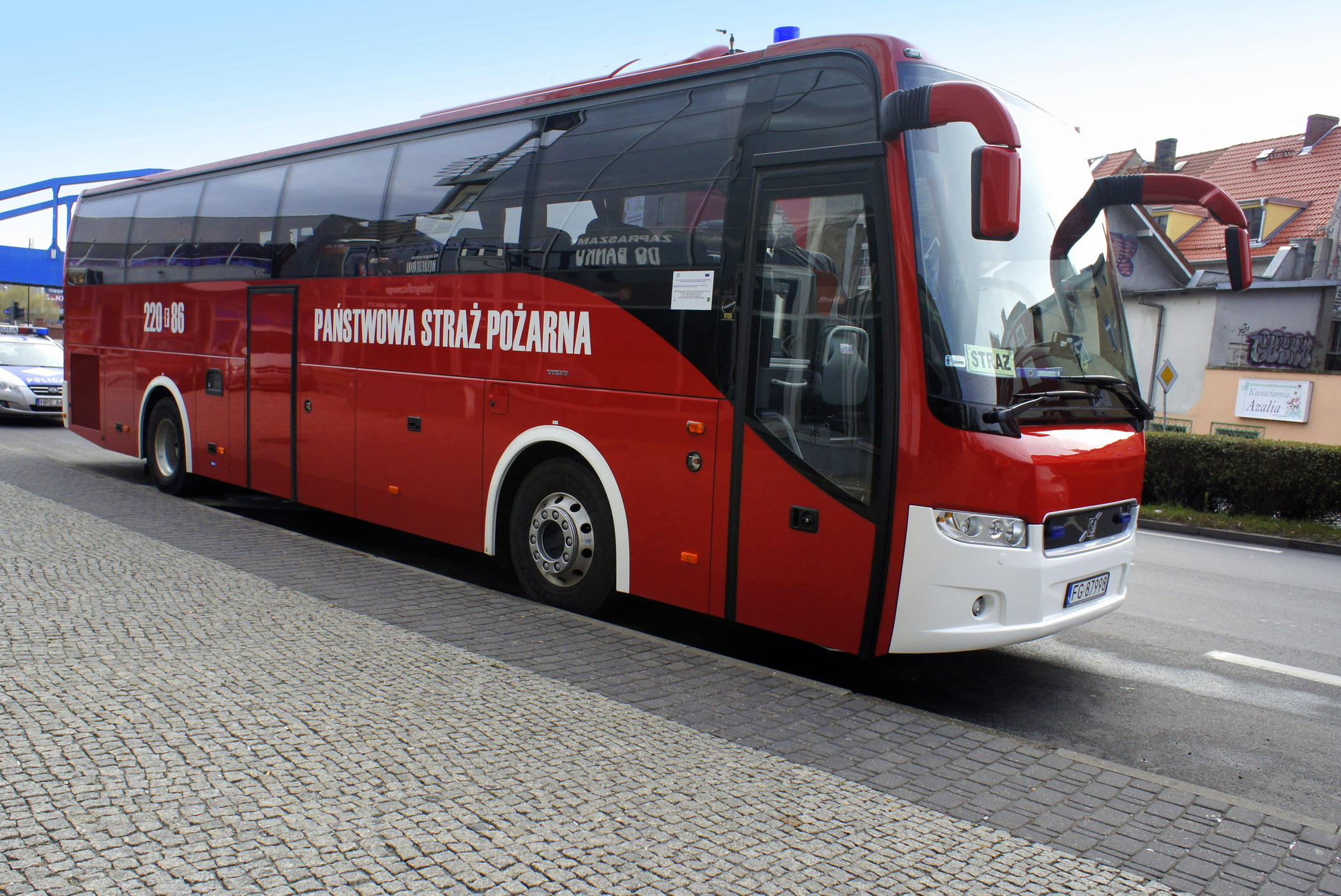
Autobus Volvo 9700 – pojazd kwatermistrzowski Komendy Wojewódzkiej PSP w Gorzowie Wielkopolskim.

Oznaczenia operacyjne samochodów PSP – numery operacyjne mają podobne zadanie jak numery rejestracyjne na samochodach i mają za zadanie usprawnienie kierowania i prowadzenia działań ratowniczych poziomu interwencyjnego i taktycznego, poprzez przekazanie uczestnikom tych działań istotnych informacji o przynależności pojazdu (statku) do jednostki ochrony przeciwpożarowej, jego rodzaju oraz o kryterium radiowym. Od połowy 2002 roku samochody Państwowej Straży Pożarnej zostały oznakowane numerami operacyjnymi. Sposób oznakowania pojazdów, sprzętu: pływającego, silnikowego, pożarniczego określa załącznik do zarządzenia Komendanta Głównego Państwowej Straży Pożarnej z dnia […] zmieniające zarządzenie w sprawie gospodarki transportowej w jednostkach organizacyjnych Państwowej Straży Pożarnej.
Numer operacyjny jest umieszczany na samochodach straży pożarnych, oznakowanych jako pojazdy uprzywilejowane w ruchu drogowym oraz na statkach pożarniczych. Numer operacyjny jest umieszczany wyłącznie na tych pojazdach i statkach, które wykorzystują do łączności radiowej częstotliwości przyznane przez Ministra Spraw Wewnętrznych i Administracji dla Państwowej Straży Pożarnej.
Oznaczenia stanowiące numery operacyjne na samochodach straży pożarnych powinny być wykonane z zachowaniem kroju czcionki Oznakowanie.

Przykładowe oznaczenie operacyjne samochodu z województwa lubelskiego

Każdy wóz Państwowej Straży Pożarnej jest oznakowany numerem operacyjnym, który składa się z dwóch grup cyfr, rozdzielonych literą alfabetu polskiego, według następującego schematu: XXX[z]YY, gdzie:
- X1X2X3 – prefiks (określa jednostkę organizacyjną ochrony przeciwpożarowej[3]),
- z – infiks (określa województwo lub wyróżnik jednostki centralnej[4]),
- YY – sufiks (określa pojazd według rodzaju i w kolejności w danej jednostce organizacyjnej ochrony przeciwpożarowej[4]).

Przykłady:
- 308[D]21 – jest pierwszym wozem gaśniczym z JRG 8 podległej KM PSP we Wrocławiu,
- 362[D]xx – jest wozem z JRG 2 podlegającej KM PSP w Legnicy,
- 590[D]90 – jest wozem operacyjnym z KP PSP w Ząbkowicach Śląskich.

Numer operacyjny zawiera istotne fragmenty kryptonimu radiowego pojazdu i odnosi się do jednego i tylko jednego samochodu lub statku. Naczepy pojazdów gaśniczych i specjalnych na stałe eksploatowane z jednym i tym samym ciągnikiem mogą nosić numer operacyjny ciągnika.
Numer operacyjny lub numer na sprzęcie powinien mieć barwę kontrastującą z elementem lub nadwoziem, na którym został umieszczony. Numer operacyjny lub numer na sprzęcie powinien mieć barwę:
- białą – dla numerów na elementach w kolorze czerwonym lub innym o ciemnej barwie,
- czarną lub czerwoną – dla numerów na elementach w kolorze białym, kremowym lub innym o jasnej barwie,
- czerwoną – dla numerów umieszczonych na elementach aluminiowych, na stali nierdzewnej lub elementach w kolorze srebrnym lub szarym.

Uwaga:

Sufiks (YY)  na wozach ochotniczej straży pożarnej nie mają związku z pełnionymi przez te pojazdy funkcji. Sufiks dotyczy tylko PSP. 

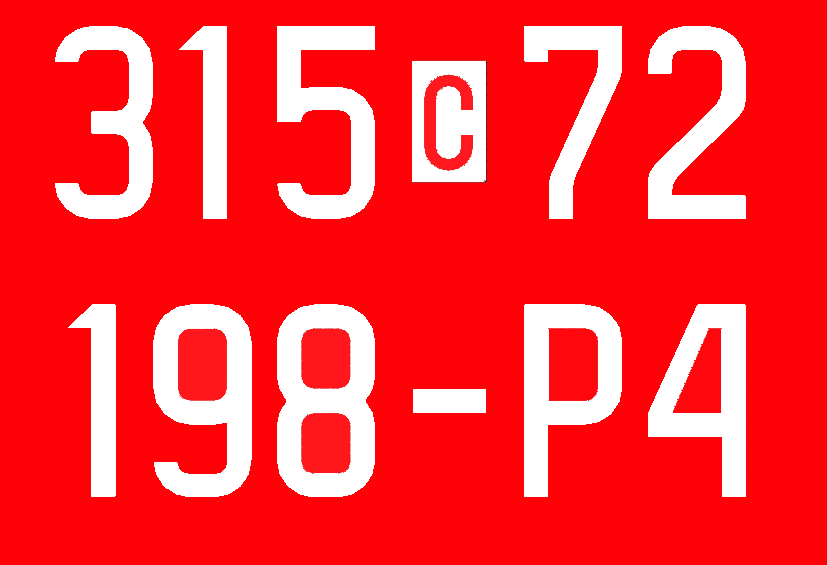
Wygląd numeru operacyjnego wozu bojowego Straży Pożarnej oraz numeru na sprzęcie (w tym przypadku przyczepie), dla jednostki z województwa kujawsko-pomorskiego.

## Prefiks
Składa się z trzech znaków (cyfr) X1, X2, X3.
X1 może przyjmować wartości:
- 1, 2, 3, 4, 5 lub 6 – dla JRG podlegających pod komendy szczebla powiatowego lub miejskiego,
- 7 lub 8 – dla OSP poza KSRG,
- 9 – dla OSP w KSRG,
- 0 – dla poszczególnych komend na szczeblu powiatowym, równorzędnym lub niższym.

Cyfra oznaczona jako X2 może przyjmować wartości:
- 0, 1, 2, 3, 4, 5, 6, 7, 8, 9 – dla pojazdów jednostek ochrony przeciwpożarowej szczebla powiatowego, równorzędnego i niższego

Cyfra oznaczona jako X3 może przyjmować wartości:
- 1, 2, 3, 4, 5, 6 – dla JRG podlegających pod komendy szczebla powiatowego lub miejskiego
- 7, 8 – dla OSP poza KSRG
- 9 – dla OSP w KSRG
- 0 – dla poszczególnych komend na szczeblu powiatowym, równorzędnym lub niższym

- od 01 do 29, jeżeli JRG podlegają pod komendę miejską miasta wojewódzkiego posiadającą cyfrę setek w prefiksie o wartości równej 3.

Cyfry oznaczone jako X2 oraz X3 mogą w szczególnym przypadku przyjmować wartości:
- od 01 do 29, jeżeli JRG podlegają pod komendę miejską miasta wojewódzkiego posiadającą prefiks liczbowy X1 wartości 3.

### Prefiksy jednostek organizacyjnych podległych KG PSP w Warszawie
| Prefiks | Jednostka organizacyjna                                               |
| ------- | --------------------------------------------------------------------- |
| 120[A]  | Komenda Główna Państwowej Straży Pożarnej                             |
| 250[W]  | Akademia Pożarnicza w Warszawie                                       |
| 250[K]  | Szkoła Aspirantów PSP w Krakowie                                      |
| 250[P]  | Szkoła Aspirantów PSP w Poznaniu                                      |
| 250[C]  | Szkoła Podoficerska PSP w Bydgoszczy                                  |
| 250[S]  | Centralna Szkoła PSP w Częstochowie                                   |
| 280[A]  | Centralne Muzeum Pożarnictwa w Mysłowicach                            |
| 290[A]  | Centrum Naukowo-Badawcze Ochrony Przeciwpożarowej (CNBOP) w Józefowie |

### [B] – Województwo podlaskie
| Prefiks | Jednostka                                 |
| ------- | ----------------------------------------- |
| 220     | Komenda Wojewódzka PSP w Białymstoku      |
| 300     | Komenda Miejska PSP Białystok             |
| 340     | Komenda Miejska PSP Suwałki               |
| 360     | Komenda Miejska PSP Łomża                 |
| 400     | Komenda Powiatowa PSP Augustów            |
| 410     | Komenda Powiatowa PSP Bielsk Podlaski     |
| 420     | Komenda Powiatowa PSP Grajewo             |
| 430     | Komenda Powiatowa PSP Hajnówka            |
| 440     | Komenda Powiatowa PSP Kolno               |
| 450     | Komenda Powiatowa PSP Mońki               |
| 460     | Komenda Powiatowa PSP Sejny               |
| 470     | Komenda Powiatowa PSP Siemiatycze         |
| 480     | Komenda Powiatowa PSP Sokółka             |
| 490     | Komenda Powiatowa PSP Wysokie Mazowieckie |
| 500     | Komenda Powiatowa PSP Zambrów             |

### [C] – Województwo kujawsko-pomorskie
| Prefiks | Jednostka                                  |
| ------- | ------------------------------------------ |
| 220     | Komenda Wojewódzka PSP w Toruniu           |
| 250     | Szkoła Podoficerów PSP w Bydgoszczy        |
| 300     | Komenda Miejska PSP Bydgoszcz              |
| 340     | Komenda Miejska PSP Toruń                  |
| 360     | Komenda Powiatowa PSP Włocławek            |
| 400     | Komenda Powiatowa PSP Aleksandrów Kujawski |
| 410     | Komenda Powiatowa PSP Brodnica             |
| 420     | Komenda Powiatowa PSP Chełmno              |
| 430     | Komenda Powiatowa PSP Golub-Dobrzyń        |
| 440     | Komenda Miejska PSP Grudziądz              |
| 460     | Komenda Powiatowa PSP Inowrocław           |
| 470     | Komenda Powiatowa PSP Lipno                |
| 480     | Komenda Powiatowa PSP Mogilno              |
| 490     | Komenda Powiatowa PSP Nakło nad Notecią    |
| 500     | Komenda Powiatowa PSP Radziejów Kujawski   |
| 510     | Komenda Powiatowa PSP Rypin                |
| 520     | Komenda Powiatowa PSP Sępólno Krajeńskie   |
| 530     | Komenda Powiatowa PSP Świecie              |
| 540     | Komenda Powiatowa PSP Tuchola              |
| 550     | Komenda Powiatowa PSP Wąbrzeźno            |
| 560     | Komenda Powiatowa PSP Żnin                 |

### [D] – Województwo dolnośląskie
| Prefiks | Jednostka                               |
| ------- | --------------------------------------- |
| 220     | Komenda Wojewódzka PSP we Wrocławiu     |
| 300     | Komenda Miejska PSP Wrocław             |
| 330     | OSP podległe KM PSP Wrocław             |
| 340     | Komenda Miejska PSP Jelenia Góra        |
| 360     | Komenda Miejska PSP Legnica             |
| 380     | Komenda Miejska PSP Wałbrzych           |
| 400     | Komenda Powiatowa PSP Bolesławiec       |
| 410     | Komenda Powiatowa PSP Dzierżoniów       |
| 420     | Komenda Powiatowa PSP Głogów            |
| 430     | Komenda Powiatowa PSP Góra              |
| 440     | Komenda Powiatowa PSP Jawor             |
| 450     | Komenda Powiatowa PSP Kamienna Góra     |
| 460     | Komenda Powiatowa PSP Kłodzko           |
| 470     | Komenda Powiatowa PSP Lubań             |
| 480     | Komenda Powiatowa PSP Lubin             |
| 490     | Komenda Powiatowa PSP Lwówek Śląski     |
| 500     | Komenda Powiatowa PSP Milicz            |
| 510     | Komenda Powiatowa PSP Oleśnica          |
| 520     | Komenda Powiatowa PSP Oława             |
| 530     | Komenda Powiatowa PSP Polkowice         |
| 540     | Komenda Powiatowa PSP Strzelin          |
| 550     | Komenda Powiatowa PSP Środa Śląska      |
| 560     | Komenda Powiatowa PSP Świdnica          |
| 570     | Komenda Powiatowa PSP Trzebnica         |
| 580     | Komenda Powiatowa PSP Wołów             |
| 590     | Komenda Powiatowa PSP Ząbkowice Śląskie |
| 600     | Komenda Powiatowa PSP Zgorzelec         |
| 610     | Komenda Powiatowa PSP Złotoryja         |

### [E] – Województwo łódzkie
| Prefiks | Jednostka                                 |
| ------- | ----------------------------------------- |
| 220     | Komenda Wojewódzka PSP w Łodzi            |
| 300     | Komenda Miejska PSP Łódź                  |
| 320     | OSP podległe KM PSP Łódź                  |
| 327     | OSP spoza systemu KSRG                    |
| 329     | OSP z systemu KSRG                        |
| 330     | Komenda Miejska PSP Piotrków Trybunalski  |
| 350     | Komenda Miejska PSP Skierniewice          |
| 400     | Komenda Powiatowa PSP Bełchatów           |
| 410     | Komenda Powiatowa PSP Brzeziny            |
| 420     | Komenda Powiatowa PSP Kutno               |
| 430     | Komenda Powiatowa PSP Łask                |
| 440     | Komenda Powiatowa PSP Łęczyca             |
| 450     | Komenda Powiatowa PSP Łowicz              |
| 460     | Komenda Powiatowa PSP Łódź Wschodnia      |
| 470     | Komenda Powiatowa PSP Opoczno             |
| 480     | Komenda Powiatowa PSP Pabianice           |
| 490     | Komenda Powiatowa PSP Pajęczno            |
| 500     | Komenda Powiatowa PSP Poddębice           |
| 510     | Komenda Powiatowa PSP Radomsko            |
| 520     | Komenda Powiatowa PSP Rawa Mazowiecka     |
| 530     | Komenda Powiatowa PSP Sieradz             |
| 540     | Komenda Powiatowa PSP Tomaszów Mazowiecki |
| 550     | Komenda Powiatowa PSP Wieluń              |
| 560     | Komenda Powiatowa PSP Wieruszów           |
| 570     | Komenda Powiatowa PSP Zduńska Wola        |
| 580     | Komenda Powiatowa PSP Zgierz              |

### [F] – Województwo lubuskie
| Prefiks | Jednostka                                       |
| ------- | ----------------------------------------------- |
| 220     | Komenda Wojewódzka PSP w Gorzowie Wielkopolskim |
| 300     | Komenda Miejska PSP Gorzów Wielkopolski         |
| 340     | Komenda Miejska PSP Zielona Góra                |
| 360     | Komenda Powiatowa PSP Krosno Odrzańskie         |
| 370     | Komenda Powiatowa PSP Międzyrzecz               |
| 380     | Komenda Powiatowa PSP Nowa Sól                  |
| 390     | Komenda Powiatowa PSP Słubice                   |
| 400     | Komenda Powiatowa PSP Strzelce Krajeńskie       |
| 410     | Komenda Powiatowa PSP Sulęcin                   |
| 420     | Komenda Powiatowa PSP Świebodzin                |
| 430     | Komenda Powiatowa PSP Wschowa                   |
| 440     | Komenda Powiatowa PSP Żagań                     |
| 450     | Komenda Powiatowa PSP Żary                      |

### [G] – Województwo pomorskie
| Prefiks | Jednostka                               |
| ------- | --------------------------------------- |
| 220     | Komenda Wojewódzka PSP w Gdańsku        |
| 300     | Komenda Miejska PSP Gdańsk              |
| 330     | Komenda Powiatowa PSP Pruszcz Gdański   |
| 340     | Komenda Miejska PSP Słupsk              |
| 400     | Komenda Powiatowa PSP Bytów             |
| 410     | Komenda Powiatowa PSP Chojnice          |
| 420     | Komenda Powiatowa PSP Człuchów          |
| 430     | Komenda Miejska PSP Gdynia              |
| 440     | Komenda Powiatowa PSP Kartuzy           |
| 450     | Komenda Powiatowa PSP Kościerzyna       |
| 460     | Komenda Powiatowa PSP Kwidzyn           |
| 470     | Komenda Powiatowa PSP Lębork            |
| 480     | Komenda Powiatowa PSP Malbork           |
| 490     | Komenda Powiatowa PSP Nowy Dwór Gdański |
| 500     | Komenda Powiatowa PSP Puck              |
| 510     | Komenda Miejska PSP Sopot               |
| 520     | Komenda Powiatowa PSP Starogard Gdański |
| 530     | Komenda Powiatowa PSP Sztum             |
| 540     | Komenda Powiatowa PSP Tczew             |
| 550     | Komenda Powiatowa PSP Wejherowo         |

### [K] – Województwo małopolskie
| Prefiks | Jednostka                               |
| ------- | --------------------------------------- |
| 220     | Komenda Wojewódzka PSP w Krakowie       |
| 300     | Komenda Miejska PSP Kraków              |
| 320     | OSP podległe KM PSP Kraków              |
| 340     | Komenda Miejska PSP Nowy Sącz           |
| 360     | Komenda Miejska PSP Tarnów              |
| 400     | Komenda Powiatowa PSP Bochnia           |
| 410     | Komenda Powiatowa PSP Brzesko           |
| 420     | Komenda Powiatowa PSP Chrzanów          |
| 430     | Komenda Powiatowa PSP Dąbrowa Tarnowska |
| 440     | Komenda Powiatowa PSP Gorlice           |
| 450     | Komenda Powiatowa PSP Limanowa          |
| 460     | Komenda Powiatowa PSP Miechów           |
| 470     | Komenda Powiatowa PSP Myślenice         |
| 490     | Komenda Powiatowa PSP Nowy Targ         |
| 500     | Komenda Powiatowa PSP Olkusz            |
| 510     | Komenda Powiatowa PSP Oświęcim          |
| 520     | Komenda Powiatowa PSP Proszowice        |
| 530     | Komenda Powiatowa PSP Sucha Beskidzka   |
| 540     | Komenda Powiatowa PSP Zakopane          |
| 550     | Komenda Powiatowa PSP Wadowice          |
| 560     | Komenda Powiatowa PSP Wieliczka         |

### [L] – Województwo lubelskie
| Prefiks                     | Jednostka                                                                                                 |
| --------------------------- | --- |
| 220                         | Komenda Wojewódzka PSP w Lublinie                                                                         |
| 300 301 302 303 304 305 306 | Komenda Miejska PSP Lublin JRG 1 Lublin JRG 2 Lublin JRG 3 Lublin JRG 4 Lubin JRG 5 Bełżyce JRG 6 Bychawa |
| 340 341 342 343             | Komenda Miejska PSP Biała Podlaska JRG 1 Biała Podlaska JRG 2 Międzyrzec Podlaski JRG 3 Małaszewicze      |
| 360 361 362                 | Komenda Miejska PSP Chełm JRG 1 Chełm JRG 2 Chełm                                                         |
| 380 381 382                 | Komenda Miejska PSP Zamość JRG 1 Zamość JRG 2 Szczebrzeszyn                                               |
| 400 401 402 403             | Komenda Powiatowa PSP Biłgoraj JRG 1 Biłgoraj JRG 2 Turobin JRG 3 Tarnogród                               |
| 410                         | Komenda Powiatowa PSP Hrubieszów                                                                          |
| 420                         | Komenda Powiatowa PSP Janów Lubelski                                                                      |
| 430                         | Komenda Powiatowa PSP Krasnystaw                                                                          |
| 440                         | Komenda Powiatowa PSP Kraśnik                                                                             |
| 450                         | Komenda Powiatowa PSP Lubartów                                                                            |
| 460                         | Komenda Powiatowa PSP Łęczna                                                                              |
| 470                         | Komenda Powiatowa PSP Łuków                                                                               |
| 480                         | Komenda Powiatowa PSP Opole Lubelskie                                                                     |
| 490                         | Komenda Powiatowa PSP Parczew                                                                             |
| 500                         | Komenda Powiatowa PSP Puławy                                                                              |
| 510                         | Komenda Powiatowa PSP Radzyń Podlaski                                                                     |
| 520                         | Komenda Powiatowa PSP Ryki                                                                                |
| 530                         | Komenda Powiatowa PSP Świdnik                                                                             |
| 540                         | Komenda Powiatowa PSP Tomaszów Lubelski                                                                   |
| 550                         | Komenda Powiatowa PSP Włodawa                                                                             |

### [M] – Województwo mazowieckie
| Prefiks                         | Jednostka                                  |
| ------------------------------- | ------------------------------------------ |
| 220                             | Komenda Wojewódzka PSP w Warszawie         |
| 300[W]                          | Komenda Miejska PSP m.st. Warszawy         |
| 369[W] (OSP Stara Miłosna)      | OSP podległe KM PSP Warszawa               |
| 379[W] (OSP Wesoła)             | OSP podległe KM PSP Warszawa               |
| 387[W] (OSP Warszawa Białołęka) | OSP podległe KM PSP Warszawa               |
| 389[W] (OSP Ursus)              | OSP podległe KM PSP Warszawa               |
| 359[W] (OSP Radość)             | OSP podległe KM PSP Warszawa               |
| 330                             | Komenda Miejska PSP Radom                  |
| 340                             | Komenda Miejska PSP Ostrołęka              |
| 360                             | Komenda Miejska PSP Płock                  |
| 380                             | Komenda Miejska PSP Siedlce                |
| 400                             | Komenda Powiatowa PSP Białobrzegi          |
| 410                             | Komenda Powiatowa PSP Ciechanów            |
| 420                             | Komenda Powiatowa PSP Garwolin             |
| 430                             | Komenda Powiatowa PSP Gostynin             |
| 440                             | Komenda Powiatowa PSP Grodzisk Mazowiecki  |
| 450                             | Komenda Powiatowa PSP Grójec               |
| 460                             | Komenda Powiatowa PSP Kozienice            |
| 470                             | Komenda Powiatowa PSP Legionowo            |
| 480                             | Komenda Powiatowa PSP Lipsko               |
| 490                             | Komenda Powiatowa PSP Łosice               |
| 500                             | Komenda Powiatowa PSP Maków Mazowiecki     |
| 510                             | Komenda Powiatowa PSP Mińsk Mazowiecki     |
| 520                             | Komenda Powiatowa PSP Mława                |
| 530                             | Komenda Powiatowa PSP Nowy Dwór Mazowiecki |
| 540                             | Komenda Powiatowa PSP Ostrów Mazowiecka    |
| 550                             | Komenda Powiatowa PSP Otwock               |
| 560                             | Komenda Powiatowa PSP Piaseczno            |
| 570                             | Komenda Powiatowa PSP Płońsk               |
| 580                             | Komenda Powiatowa PSP Pruszków             |
| 590                             | Komenda Powiatowa PSP Przasnysz            |
| 600                             | Komenda Powiatowa PSP Przysucha            |
| 610                             | Komenda Powiatowa PSP Pułtusk              |
| 620                             | Komenda Powiatowa PSP Sierpc               |
| 630                             | Komenda Powiatowa PSP Sochaczew            |
| 640                             | Komenda Powiatowa PSP Sokołów Podlaski     |
| 650                             | Komenda Powiatowa PSP Szydłowiec           |
| 660                             | Komenda Powiatowa PSP Warszawa Zachód      |
| 670                             | Komenda Powiatowa PSP Węgrów               |
| 680                             | Komenda Powiatowa PSP Wołomin              |
| 690                             | Komenda Powiatowa PSP Wyszków              |
| 700                             | Komenda Powiatowa PSP Zwoleń               |
| 710                             | Komenda Powiatowa PSP Żuromin              |
| 720                             | Komenda Powiatowa PSP Żyrardów             |
| 840                             | Ośrodek Szkolenia KW PSP w Pionkach        |
| 850                             | Ośrodek Szkolenia KW PSP w Warszawie       |

### [N] – Województwo warmińsko-mazurskie
| Prefiks | Jednostka                                          |
| ------- | -------------------------------------------------- |
| 220     | Komenda Wojewódzka PSP w Olsztynie                 |
| 230     | Ośrodek szkolenia Komendy Wojewódzkiej w Olsztynie |
| 300     | Komenda Miejska PSP Olsztyn                        |
| 340     | Komenda Miejska PSP Elbląg                         |
| 400     | Komenda Powiatowa PSP Bartoszyce                   |
| 410     | Komenda Powiatowa PSP Braniewo                     |
| 420     | Komenda Powiatowa PSP Działdowo                    |
| 430     | Komenda Powiatowa PSP Ełk                          |
| 440     | Komenda Powiatowa PSP Giżycko                      |
| 450     | Komenda Powiatowa PSP Gołdap                       |
| 460     | Komenda Powiatowa PSP Iława                        |
| 470     | Komenda Powiatowa PSP Kętrzyn                      |
| 480     | Komenda Powiatowa PSP Lidzbark Warmiński           |
| 490     | Komenda Powiatowa PSP Mrągowo                      |
| 500     | Komenda Powiatowa PSP Nidzica                      |
| 510     | Komenda Powiatowa PSP Nowe Miasto Lubawskie        |
| 520     | Komenda Powiatowa PSP Olecko                       |
| 530     | Komenda Powiatowa PSP Ostróda                      |
| 540     | Komenda Powiatowa PSP Pisz                         |
| 550     | Komenda Powiatowa PSP Szczytno                     |

### [O] – Województwo opolskie
| Prefiks | Jednostka                                     |
| ------- | --------------------------------------------- |
| 220     | Komenda Wojewódzka PSP w Opolu                |
| 300     | Komenda Miejska PSP Opole                     |
| 309     | OSP z systemu KSRG                            |
| 339     | OSP z Systemu KSRG Gminy Niemodlin            |
| 400     | Komenda Powiatowa PSP Brzeg                   |
|         |                                               |
| 401 402 | PSP Brzeg PSP Grodków                         |
| 409     | OSP z systemu KSRG                            |
| 410     | Komenda Powiatowa PSP Głubczyce               |
| 419     | OSP z systemu KSRG                            |
| 420     | Komenda Powiatowa PSP Kędzierzyn-Koźle        |
| 421 422 | JRG 1 Kędzierzyn-Koźle JRG 2 Kędzierzyn-Koźle |
| 429     | OSP z systemu KSRG                            |
| 430     | Komenda Powiatowa PSP Kluczbork               |
| 439     | OSP z Systemu KSRG                            |
| 440     | Komenda Powiatowa PSP Krapkowice              |
| 449     | OSP z Systemu KSRG                            |
| 450     | Komenda Powiatowa PSP Namysłów                |
| 459     | OSP z systemu KSRG                            |
| 460     | Komenda Powiatowa PSP Nysa                    |
| 469     | OSP z systemu KSRG                            |
| 470     | Komenda Powiatowa PSP Olesno                  |
| 479     | OSP z systemu KSRG                            |
| 480     | Komenda Powiatowa PSP Prudnik                 |
| 489     | OSP z systemu KSRG                            |
| 490     | Komenda Powiatowa PSP Strzelce Opolskie       |
| 499     | OSP z systemu KSRG                            |

### [P] – Województwo wielkopolskie
| Prefiks | Jednostka                                   |
| ------- | ------------------------------------------- |
| 220     | Komenda Wojewódzka PSP w Poznaniu           |
| 300     | Komenda Miejska PSP Poznań                  |
| 310     | OSP podległe KM PSP Poznań                  |
| 320     | OSP podległe KM PSP Poznań                  |
| 330     | OSP podległe KM PSP Poznań                  |
| 340     | Komenda Miejska PSP Kalisz                  |
| 360     | Komenda Miejska PSP Konin                   |
| 380     | Komenda Miejska PSP Leszno                  |
| 400     | Komenda Powiatowa PSP Chodzież              |
| 410     | Komenda Powiatowa PSP Czarnków              |
| 420     | Komenda Powiatowa PSP Gniezno               |
| 430     | Komenda Powiatowa PSP Gostyń                |
| 440     | Komenda Powiatowa PSP Grodzisk Wielkopolski |
| 450     | Komenda Powiatowa PSP Jarocin               |
| 460     | Komenda Powiatowa PSP Kępno                 |
| 470     | Komenda Powiatowa PSP Koło                  |
| 480     | Komenda Powiatowa PSP Kościan               |
| 490     | Komenda Powiatowa PSP Krotoszyn             |
| 500     | Komenda Powiatowa PSP Międzychód            |
| 510     | Komenda Powiatowa PSP Nowy Tomyśl           |
| 520     | Komenda Powiatowa PSP Oborniki              |
| 530     | Komenda Powiatowa PSP Ostrów Wielkopolski   |
| 540     | Komenda Powiatowa PSP Ostrzeszów            |
| 550     | Komenda Powiatowa PSP Piła                  |
| 560     | Komenda Powiatowa PSP Pleszew               |
| 570     | Komenda Powiatowa PSP Rawicz                |
| 580     | Komenda Powiatowa PSP Słupca                |
| 590     | Komenda Powiatowa PSP Szamotuły             |
| 600     | Komenda Powiatowa PSP Śrem                  |
| 610     | Komenda Powiatowa PSP Środa Wielkopolska    |
| 620     | Komenda Powiatowa PSP Turek                 |
| 630     | Komenda Powiatowa PSP Wągrowiec             |
| 640     | Komenda Powiatowa PSP Wolsztyn              |
| 650     | Komenda Powiatowa PSP Września              |
| 660     | Komenda Powiatowa PSP Złotów                |

### [R] – Województwo podkarpackie
| Prefiks | Jednostka                            |
| ------- | ------------------------------------ |
| 220     | Komenda Wojewódzka PSP w Rzeszowie   |
| 300     | Komenda Miejska PSP Rzeszów          |
| 340     | Komenda Miejska PSP Krosno           |
| 360     | Komenda Miejska PSP Przemyśl         |
| 380     | Komenda Miejska PSP Tarnobrzeg       |
| 400     | Komenda Powiatowa PSP Ustrzyki Dolne |
| 410     | Komenda Powiatowa PSP Brzozów        |
| 420     | Komenda Powiatowa PSP Dębica         |
| 430     | Komenda Powiatowa PSP Jarosław       |
| 440     | Komenda Powiatowa PSP Jasło          |
| 450     | Komenda Powiatowa PSP Kolbuszowa     |
| 460     | Komenda Powiatowa PSP Lesko          |
| 470     | Komenda Powiatowa PSP Leżajsk        |
| 480     | Komenda Powiatowa PSP Lubaczów       |
| 490     | Komenda Powiatowa PSP Łańcut         |
| 500     | Komenda Powiatowa PSP Mielec         |
| 510     | Komenda Powiatowa PSP Nisko          |
| 520     | Komenda Powiatowa PSP Przeworsk      |
| 530     | Komenda Powiatowa PSP Ropczyce       |
| 540     | Komenda Powiatowa PSP Sanok          |
| 550     | Komenda Powiatowa PSP Stalowa Wola   |
| 560     | Komenda Powiatowa PSP Strzyżów       |

### [S] – Województwo śląskie
| Prefiks | Jednostka                                |
| ------- | ---------------------------------------- |
| 220     | Komenda Wojewódzka PSP w Katowicach      |
| 300     | Komenda Miejska PSP Katowice             |
| 330     | Komenda Miejska PSP Bielsko biała        |
| 350     | Komenda Miejska PSP Częstochowa          |
| 400     | Komenda Powiatowa PSP Będzin             |
| 410     | Komenda Miejska PSP Bytom                |
| 420     | Komenda Miejska PSP Chorzów              |
| 430     | Komenda Powiatowa PSP Cieszyn            |
| 440     | Komenda Miejska PSP Dąbrowa Górnicza     |
| 450     | Komenda Miejska PSP Gliwice              |
| 470     | Komenda Miejska PSP Jastrzębie Zdrój     |
| 480     | Komenda Miejska PSP Jaworzno             |
| 490     | Komenda Powiatowa PSP Kłobuck            |
| 500     | Komenda Powiatowa PSP Lubliniec          |
| 510     | Komenda Powiatowa PSP Mikołów            |
| 520     | Komenda Miejska PSP Mysłowice            |
| 530     | Komenda Powiatowa PSP Myszków            |
| 540     | Komenda Miejska PSP Piekary Śląskie      |
| 550     | Komenda Powiatowa PSP Pszczyna           |
| 560     | Komenda Powiatowa PSP Racibórz           |
| 570     | Komenda Miejska PSP Ruda Śląska          |
| 580     | Komenda Miejska PSP Rybnik               |
| 600     | Komenda Miejska PSP Siemianowice Śląskie |
| 610     | Komenda Miejska PSP Sosnowiec            |
| 620     | Komenda Miejska PSP Świętochłowice       |
| 630     | Komenda Powiatowa PSP Tarnowskie Góry    |
| 640     | Komenda Miejska PSP Tychy                |
| 660     | Komenda Powiatowa PSP Wodzisław Śląski   |
| 670     | Komenda Miejska PSP Zabrze               |
| 680     | Komenda Powiatowa PSP Zawiercie          |
| 690     | Komenda Miejska PSP Żory                 |
| 700     | Komenda Powiatowa PSP Żywiec             |

### [T] – Województwo świętokrzyskie
| Prefiks | Jednostka                                     |
| ------- | --------------------------------------------- |
| 220     | Komenda Wojewódzka PSP w Kielcach             |
| 300     | Komenda Miejska PSP Kielce                    |
| 400     | Komenda Powiatowa PSP Busko Zdrój             |
| 410     | Komenda Powiatowa PSP Jędrzejów               |
| 420     | Komenda Powiatowa PSP Kazimierza Wielka       |
| 430     | Komenda Powiatowa PSP Końskie                 |
| 440     | Komenda Powiatowa PSP Opatów                  |
| 450     | Komenda Powiatowa PSP Ostrowiec Świętokrzyski |
| 460     | Komenda Powiatowa PSP Pińczów                 |
| 470     | Komenda Powiatowa PSP Sandomierz              |
| 480     | Komenda Powiatowa PSP Skarżysko Kamienna      |
| 490     | Komenda Powiatowa PSP Starachowice            |
| 500     | Komenda Powiatowa PSP Staszów                 |
| 510     | Komenda Powiatowa PSP Włoszczowa              |

### [Z] – Województwo zachodniopomorskie
| Prefiks | Jednostka                               |
| ------- | --------------------------------------- |
| 220     | Komenda Wojewódzka PSP w Szczecinie     |
| 300     | Komenda Miejska PSP Szczecin            |
| 330     | Komenda Miejska PSP Koszalin            |
| 400     | Komenda Powiatowa PSP Białogard         |
| 410     | Komenda Powiatowa PSP Choszczno         |
| 420     | Komenda Powiatowa PSP Drawsko Pomorskie |
| 430     | Komenda Powiatowa PSP Goleniów          |
| 440     | Komenda Powiatowa PSP Gryfice           |
| 450     | Komenda Powiatowa PSP Gryfino           |
| 460     | Komenda Powiatowa PSP Kamień Pomorski   |
| 470     | Komenda Powiatowa PSP Kołobrzeg         |
| 480     | Komenda Powiatowa PSP Łobez             |
| 490     | Komenda Powiatowa PSP Myślibórz         |
| 500     | Komenda Powiatowa PSP Police            |
| 508     | ZSP GA Z.Ch. Police S.A.                |
| 510     | Komenda Powiatowa PSP Pyrzyce           |
| 520     | Komenda Powiatowa PSP Sławno            |
| 530     | Komenda Powiatowa PSP Stargard          |
| 540     | Komenda Powiatowa PSP Szczecinek        |
| 550     | Komenda Powiatowa PSP Świdwin           |
| 560     | Komenda Miejska PSP Świnoujście         |
| 570     | Komenda Powiatowa PSP Wałcz             |

## Infiks
| Infiks | Województwo         |
| ------ | ------------------- |
| A      | jednostka centralna |
| B      | podlaskie           |
| C      | kujawsko-pomorskie  |
| D      | dolnośląskie        |
| E      | łódzkie             |
| F      | lubuskie            |
| G      | pomorskie           |
| K      | małopolskie         |
| L      | lubelskie           |
| M      | mazowieckie         |
| N      | warmińsko-mazurskie |
| O      | opolskie            |
| P      | wielkopolskie       |
| R      | podkarpackie        |
| S      | śląskie             |
| T      | świętokrzyskie      |
| W      | m.st. Warszawa      |
| Z      | zachodniopomorskie  |

## Sufiks
| Sufiks | Rodzaj i przeznaczenie pojazdu                                               |
| ------ | ---------------------------------------------------------------------------- |
| 20     | GLBA                                                                         |
| 21     | Pierwszy (GLBA lub GBA)                                                      |
| 22     | GBA                                                                          |
| 23     | GBA                                                                          |
| 24     | GBA                                                                          |
| 25     | Pierwszy GCBA                                                                |
| 26     | GCBA                                                                         |
| 27     | GCBA                                                                         |
| 28     | GCBA                                                                         |
| 29     | GCBA                                                                         |
| 30     | GCBA                                                                         |
| 31     | GCBA                                                                         |
| 32     | GCBA                                                                         |
| 33     | GCBA                                                                         |
| 34     | GCBA                                                                         |
| 35     | Pierwszy ( GLBA-Pr ,GBA-Pr, GCBA-Pr)                                         |
| 36     | GLBA-Pr GBA-Pr GCBA-Pr                                                       |
| 37     | GLBA-Pr GBA-Pr GCBA-PR                                                       |
| 38     | GCBM lub SCCn                                                                |
| 39     | GCBM lub SCCn                                                                |
| 40     | SRd                                                                          |
| 41     | SRd                                                                          |
| 42     | SRd                                                                          |
| 43     | SRt lub SCRt                                                                 |
| 44     | SRt lub SCRt                                                                 |
| 45     | SRt lub SCRt                                                                 |
| 46     | SLOn lub SOn                                                                 |
| 47     | SLOn lub SOn                                                                 |
| 48     | SCDź                                                                         |
| 49     | SCRd                                                                         |
| 50     | SPGaz – przeciwgazowo-dymowy (samochód ze sprzętem ochrony dróg oddechowych) |
| 51     | SD                                                                           |
| 52     | SD                                                                           |
| 53     | SH                                                                           |
| 54     | SH                                                                           |
| 55     | SLBus SBus SCbus                                                             |
| 56     | SLBus SBus SCBus                                                             |
| 57     | SLBus SBus SCBus                                                             |
| 58     | SLBus SBus SCBus                                                             |
| 59     | ambulans                                                                     |
| 60     | SLRChem SRChem SCRChem                                                       |
| 61     | SLRChem SRChem SCRChem                                                       |
| 62     | SLRChem SRChem SCRChem                                                       |
| 63     | SLRChem SRChem SCRChem                                                       |
| 64     | SLRChem SRChem SCRChem                                                       |
| 65     | SLRChem SRChem SCRChem                                                       |
| 66     | amfibie, poduszkowce                                                         |
| 67     | amfibie, poduszkowce                                                         |
| 68     | amfibie, poduszkowce                                                         |
| 69     | amfibie, poduszkowce                                                         |
| 70     | statek pożarniczy                                                            |
| 71     | Grupa specialistyczna                                                        |
| 72     | Grupa specialistyczna                                                        |
| 73     | Grupa Specialistyczna                                                        |
| 74     | Grupa Specialistyczna                                                        |
| 75     | Grupa Specialistyczna                                                        |
| 76     | Grupa Specialistyczna                                                        |
| 74     | Grupa Specialistyczna                                                        |
| 77     | Grupa Specialistyczna                                                        |
| 78     | Grupa Specialistyczna                                                        |
| 79     | Grupa Specialistyczna                                                        |
| 80     | SW lub SCW                                                                   |
| 81     | SLKw SKw SCKw                                                                |
| 82     | SLKw SKw SCKw                                                                |
| 83     | SLKw SKw SCKw                                                                |
| 84     | SLKw SKw SCKw                                                                |
| 85     | SLKw SKw SCKw                                                                |
| 86     | SLKw SKw SCKw                                                                |
| 87     | SLKw SKw SCKw                                                                |
| 88     | SLKw SKw SCKw                                                                |
| 89     | SLKw SKw SCKw                                                                |
| 90     | SLRr, SLOp                                                                   |
| 91     | SLRr, SLOp                                                                   |
| 92     | SLRr, SLOp                                                                   |
| 93     | pojazd administracyjny                                                       |
| 94     | pojazd administracyjny                                                       |
| 95     | pojazd administracyjny                                                       |
| 96     | pojazd administracyjny                                                       |
| 97     | pojazd administracyjny                                                       |
| 98     | SDł                                                                          |
| 99     | SDł                                                                          |

| Sufiks                                                                                                  | Rodzaj i przeznaczenie sprzętu                                                                             | Stosowanie numeru dla PSP jest obowiązkowe |
| --- | --- | ------------------------------------------ |
| A ** | agregaty powietrzne, sprężarki, AODO, agregaty prądotwórcze, stacje uzdatniania wody, najaśnice (np. A01*) | Nie                                        |
| B ** | butle ciśnieniowe do gazów (np. B01*)                                                                      | Nie                                        |
| C ** | aparaty oddechowe (np. C01*)                                                                               | Nie                                        |
| H ** | sprzęt hydrauliczny, piły (np. H01*)                                                                       | Nie                                        |
| K ** | kontenery (np. K01*)                                                                                       | Tak                                        |
| Ł ** | łodzie i pontony (np. Ł01*)                                                                                | Tak                                        |
| M ** | motopompy (np. M01*)                                                                                       | Tak                                        |
| N ** | naczepy (np. N01*)                                                                                         | Tak                                        |
| P ** | przyczepy z wyposażeniem ratowniczym oraz ciągnione: motopompy, działka i agregaty (np. P01*)              | Tak                                        |
| R ** | sprzęt ratownictwa medycznego, nosze, sanie, zestawy ratownicze (np. R01*)                                 | Nie                                        |
| W ** | działka i kurtyny przenośne, armatura wodno-pianowa, węże pożarnicze (np. W01*)                            | Nie                                        |
| Z ** | zapory, skokochrony, namioty (np. Z01*)                                                                    | Tak                                        |
| X ** | pozostałe                                                                                                  | Nie                                        |
| * – cyfrę dziesiątek może zastępować "0", jednak nie jest to obowiązkowe ** – kolejny numer w jednostce | |                                            |